# جراحة
الجراحة

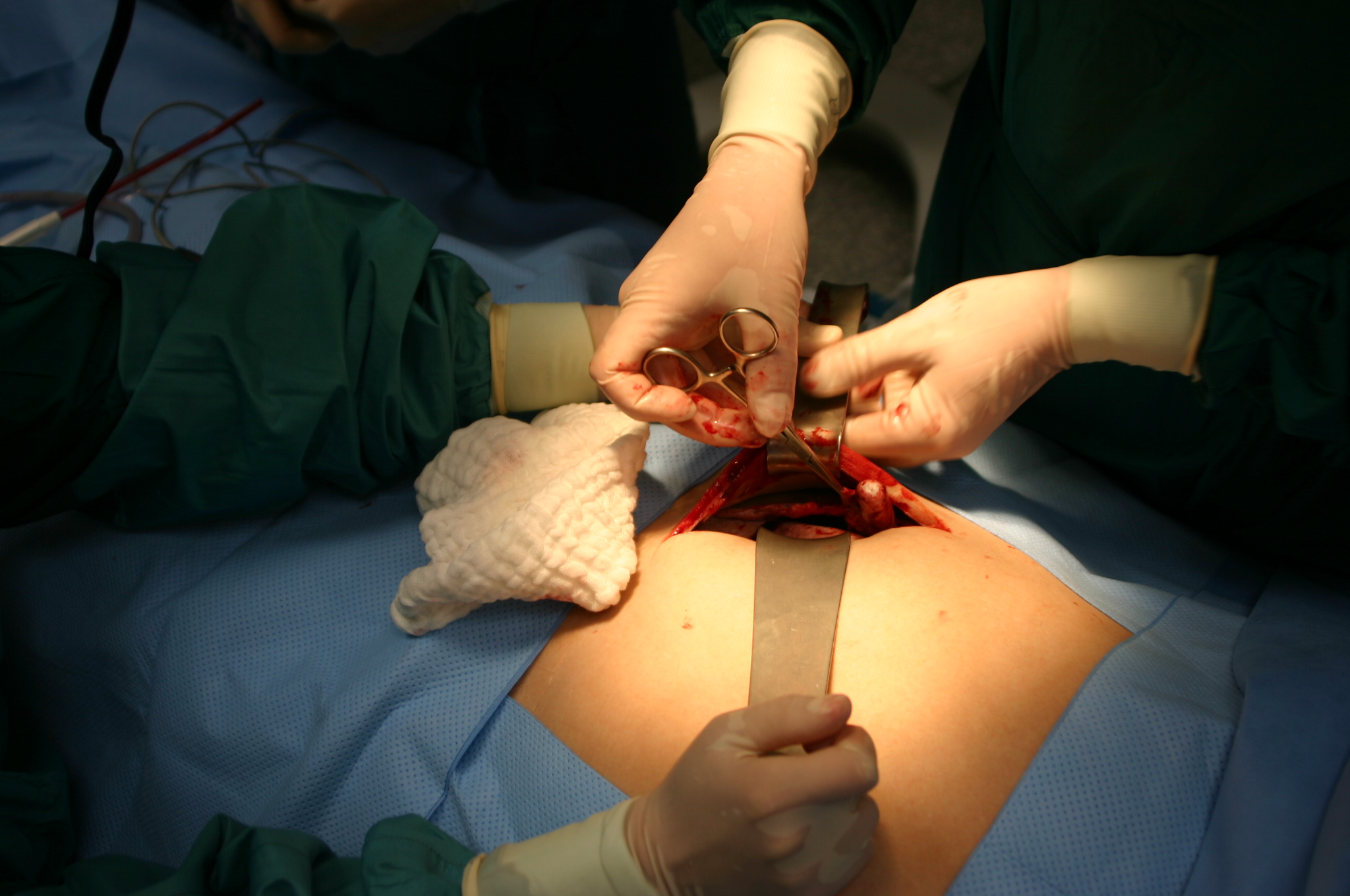

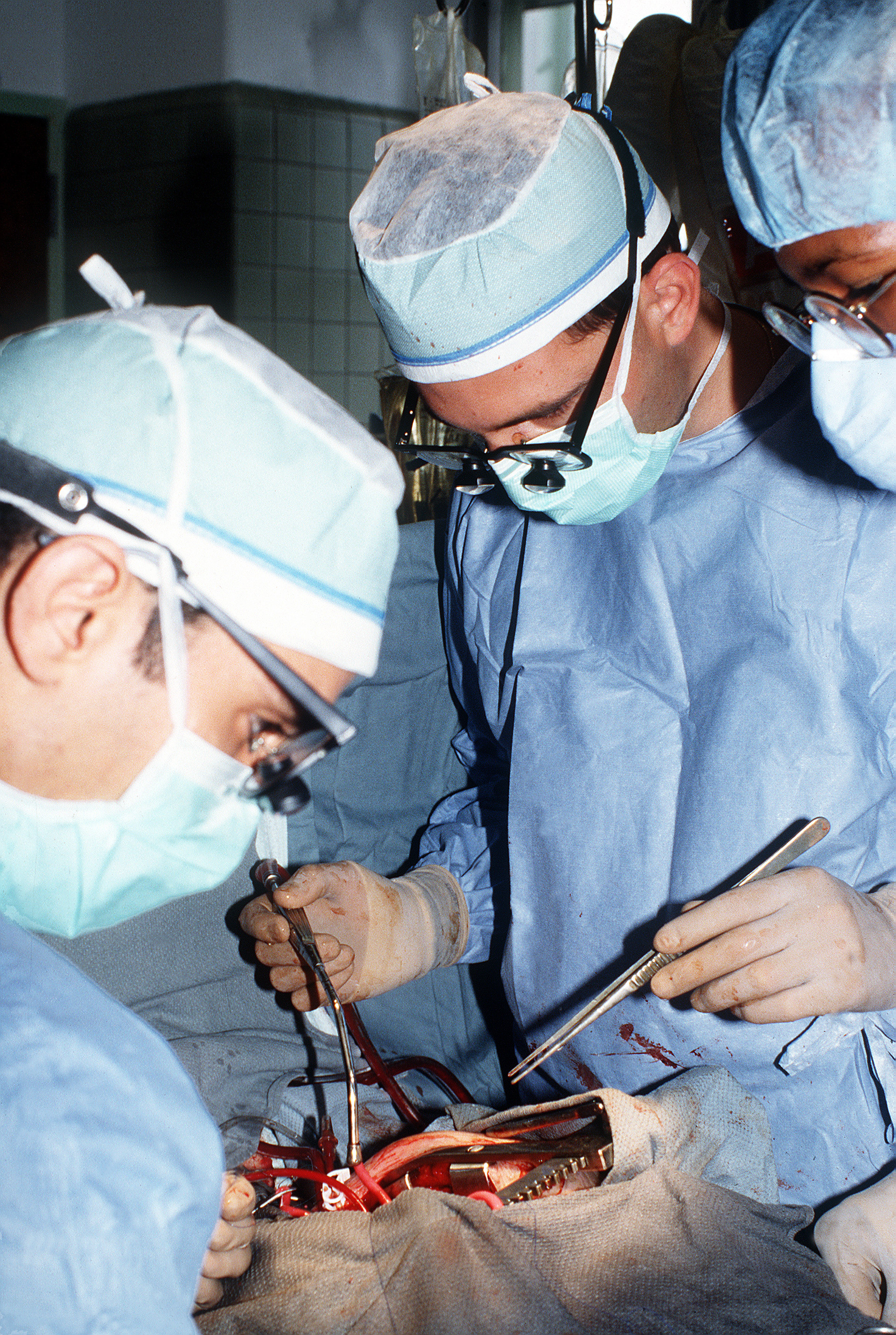
صورة من عملية جراحية

هي إحدى التخصصات الطبية التي تعتمد على الإجراءات اليدوية والأدوات التقنية المطبقة على المرضى، وذلك بغرض المعالجة أو التحقق من وجود حالة تلف نسيجي التي قد تحدث نتيجة لبعض الأمراض أو لإصابة ما. ويهدف الإجراء الجراحي إلى تحسين الأداء الوظيفي أو الشكل الظاهري للعضو.
يمكن أن يطلق على التدخل الجراحي إجراء جراحياً أو عملية أو جراحة، العمليات الجراحية قد تجرى على الإنسان أو الحيوانات، ويطلق على الشخص الذي يجري العملية الجراحية جراح وقد يوصف أيضاً بالممارس الطبي ولكن قد يطلق مصطلح «الممارس الطبي» أيضا على الأطباء والأطباء المختصين في طب الأقدام وأطباء الأسنان (المعروفون أيضا بمسمى جراحي الفم) والأطباء البيطريين، وفي حالات نادرة يجري الجراحون جراحة على أنفسهم. قد يستغرق الإجراء الجراحي من عدة دقائق إلى ساعات وبشكل عام لا يمكن أن يكون الإجراء الجراحي علاجاً مستمراً أو دورياً. ويشير مصطلح «الجراحة» أيضاً إلى المكان الذي تجرى فيه الجراحة أو قد يشير ببساطة إلى مكتب الطبيب أو الطبيب المختص في طب الأقدام أو طبيب الأسنان أو الطبيب البيطري.

## تعريفها
الجراحة هي تقنية طبية ترتكز على التدخل الطبي لعلاج الأنسجة المصابة. كقاعدة عامة أي إجراء يحدث فيه شق في الأنسجة أو يُخاط فيه جروح من إصابات سابقة يعتبر عملية جراحية، وهناك إجراءات أخرى لا تتبع تحديدا هذا الوصف كالقسطرة أو التنظير، ولكنها قد تعتبر إجراء جراحيا أيضا في حال تضمنها تحضيرات اعتيادية للعمليات الجراحية كالتخدير والبيئة المعقمة والأدوات الجراحية والخياطة أو التدبيس. تعتبر جميع أنواع العمليات الجراحية إجراءات غازية، لذلك يتم الإشارة إلى الختان الذي لا يتم فيه اختراق أنسجة بالجراحة اللاغازية مثل التذرية الليزرية للقرنية وقد يدخل تحت هذا الوصف الجراحات الإشعاعية كالتي تستخدم في العلاج الإشعاعي للأورام.
وعرفها ابن القف بقوله:
«الجراحة صناعة ينظر بها في تعريف أحوال بدن الإنسان من جهة ما يعرض لظاهره من أنواع التفرق في مواضع مخصوصة وما يلزمه غايتها إعادة العضو إلى الحالة الطبيعية الخاصة به.»

## أنواع الجراحة
تُصنف الإجراءات الجراحية بحسب عدة عوامل منها مدى خطورة الحالة، ونوع الإجراء، والعضو أو الجهاز المراد معالجته، ودرجة الغازية (درجة اختراق الجسم)، والأدوات المُستخدمة.

### الجراحة الاختيارية
هي الجراحة التي تهدف لتصحيح حالة مرضية غير مهددة لحياة المريض، وعادة تُجرى هذا النوع من الحالات بحسب طلب المريض وبحسب توافر الجرّاح والمرافق الطبية.
- الجراحة الطارئة: هي الجراحة التي يتم إجراءها لإنقاذ حياة المريض، والمحافظة على أحد أطرافه أو لتمكين أحد الأعضاء من أداء وظائفه.
- الجراحة الاستكشافية (التمهيدية): تم إجراء هذا النوع من العمليات لغرض تأكيد وتدعيم تشخيص الحالة المرضية.
- الجراحة العلاجية: يهدف هذا النوع من العمليات إلى علاج حالات شُخصت مسبقا.
- البتر: قطع أحد الأطراف أو الأصابع.
- إعادة الزراعة: يتم خلالها وصل جزء من الجسم كان مقطوعا.
- جراحات إعادة البناء: التي تهدف إلى إعادة بناء الأعضاء المشوهة أو المصابة.
- جراحة التجميل: هي الجراحة التي تهدف إلى تحسين مظهر بعض الأنسجة غير المصابة.
- الختان: هو قطع الجزء الخارجي لعضو أو نسيج ما.
- الزراعة: يهدف هذا النوع إلى استئصال عضو أو طرف واستبداله بآخر من متبرع سواء كان إنسان أو حيوان، كما يعتبر استئصال عضو من إنسان حي أو حيوان بغرض استخدامه في الزراعة نوع من أنواع الجراحة.

عندما تجرى عملية جراحية على عضو أو نسيج يتبع لجهاز ما فإن تلك العملية قد يطلق عليها نفس اسم هذا الجهاز، كالجراحة القلبية (التي تُجرى على القلب)
والجراحة الهضمية (التي تُجرى في المسار الهضمي والغدد المساعدة له) والجراحة العظمية (التي تُجرى على العظام أو العضلات).
- جراحة المناظير: يتم خلالها إحداث شقوق خارجية صغيرة لإدخال آلة صغيرة داخل تجويف الجسم كما في القسطرة. على النقيض هناك الجراحات المفتوحة التي تتطلب إحداث شقوق كبيرة للوصول إلى المنطقة المصابة.
- الجراحة الليزرية: الليزر هو العامل الرئيسي لقطع الأنسجة في مثل هذا النوع من العمليات فيستخدم الليزر بدلا من المبضع أو الأدوات الأخرى المتعارف عليها قديما لأداء نفس الوظيفة.
- الجراحة المجهرية: يرتكز هذا النوع من الجراحة على المجاهر حتى يتمكن الجرّاح من رؤية الأجزاء الصغيرة على هذا الغرار استحدثت جراحة الروبوت كنظام دافنشي أو زيوس الجراحي  يقوم الروبوت خلال العملية الجراحية بإتباع تعليمات الجراح وتحريك الأدوات.

## وصف العملية الجراحية
في المستشفيات في وقتنا الحاضر غالبا ما يتم إجراء العمليات الجراحية في غرف للعمليات باستخدام أدوات جراحية وطاولة للمريض وأخرى للأدوات، وتخضع البيئة والإجراءات المستخدمة في العملية لمبادئ التعقيم حيث يُفصل بين الأدوات المعقمة (الخالية من الأحياء الدقيقة) والأدوات غير المعقمة أو الملوثة. جميع الأدوات الجراحية يجب أن تكون معقمة ويجب استبدالها أو إعادة تعقيمها في حال تلوثها (نتيجة لاستخدامها بطريقة ملوثة أو ملامساتها لأسطح غير معقمة), ويجب على أفراد الطاقم المتواجد داخل غرفة العمليات أن يرتدوا ملابس معقمة أيضا (التي تشمل رداء وقبعة وقفازات وكمامات معقمة) ويجب عليهم غسل أيديهم وأذرعهم بواسطة مواد مطهرة قبل كل عملية.
قبل الجراحة يجرى للمريض فحص طبي «تحاليل محددة قبل العملية» وتقيم حالته البدنية وفقا لنظام الجمعية الأمريكية لأطباء التخدير للتقييم البدني في حال كانت النتائج جيدة يعطى المريض نموذج موافقة على الإجراء الجراحي ليتم بعد ذلك الموافقة على أهليته للتدخل الجراحي عندما يكون من المتوقع أن يخسر المريض كمية كبيرة من الدم خلال العملية فإنه يجب توفير كمية من الدم عن طريق التبرع الذاتي قبل العملية بأسابيع. في بعض حالات جراحة الجهاز الهضمي يعطى المريض تعليمات بشرب محلول البولي ايثيلين في الليلة التي تسبق يوم العملية وذلك لتحضير الأمعاء. وأيضا يوجه المرضى إلى الامتناع عن الطعام أو الشراب (بعد منتصف الليل من الليلة التي تسبق يوم العملية، للحد من تأثير محتويات المعدة على الأدوية التي تُعطى للمريض قبل إجراء العملية وتقليل مخاطر تقيؤ المريض أثناء أو بعد العملية).
في مرحلة ما قبل العملية يستبدل المريض ملابسه بملابس معقمه ويُطلب منه تصديق تفاصيل العملية التي ستُجرى له. بعد ذلك تُسجل المؤشرات الحيوية للمريض ثم يوصل السائل المغذي بأحد الأطراف ويعطى أيضا بعض الأدوية «المضادات الحيوية والمسكنات وغيرها». عندما يدخل المريض غرفة العمليات تُعقم المنطقة التي ستُجرى عليها العملية باستخدام مطهر مثل غلوكونات الكلورهيكسيدين أو يود بوفيدين، للحد من التلوث، ويُقص الشعر إذا كان في موضع الجراحة كتحضير مسبق قبل العملية، وتستخدم الملاءات المعقمة لتغطية جميع جسم المريض ما عدا موضع الجراحة ورأس المريض، وتُقص الملاءة إلى زوج من الأقطاب بالقرب من رأس السرير لتشكيل ستائر «الأثير» التي تفصل بين طبيب التخدير الذي يعمل في منطقة عمل (غير معقمة) وبين موقع الجراحة (المعقم).
يخدر المريض ليمنع من الشعور بالألم عند إحداث الجرح وتحريك أو قطع الأنسجة وعند خياطة الجروح. وبحسب نوع العملية قد يختلف نوع التخدير إما موضعي أو عام، وهناك أيضا التخدير الشوكي الذي يستخدم عندما يكون موضع الجراحة كبيرا أو عندما يكون عميقا جدا ولا يفضل استخدام التخدير العام في هذه الحالة.
في حالة التخدير الموضعي أو التخدير الشوكي يكون موضع الجراحة مخدرا ولكن المريض يبقى واعيا أو مخدرا قليلا., على النقيض في التخدير العام حيث يكون المريض غير واعيا ومشلول الحركة، في هذه المرحلة يتنفس المريض عن طريق أنبوب موصول بجهاز تنفس، وعادة يُخدر المريض عن طريق مزيج من الحقن والمواد المستنشقة.
و يُجرى شق للوصول إلى موضع الجراحة، تكمش الأوعية الدموية المحيطة بالموضع لمنع النزيف ويمكن أن يستخدم المبعاد لمنح رؤيا أفضل لموضع الجراحة أو للحفاظ على الشق مفتوحا وقد يتطلب إجراء شقوق وتشريح عدة طبقات للوصول لموضع الجراحة كما هو الحال في جراحات الجهاز الهضمي، حيث يحدث شق في الجلد والأنسجة تحت الجلد ومن ثم شق ثلاث طبقات من العضلات ومن ثم الطبقة ما حول الأوتار والربط. في بعض الحالات، قد تٌقطع العظام للوصول إلى المزيد من المناطق الداخلية في الجسم، على سبيل المثال قطع الجمجمة لجراحة الدماغ أو قص الصدر لعملية جراحية لفتح القفص الصدري.
العمل لتصحيح المشاكل في جهاز، قد ينطوي على:
	الختان—الاستغناء عن جهاز أو ورم أو أنسجة أخرى.
 البتر – إزالة جزئية لعضو أو أي بنية جسدية أخرى.
	إعادة وصل الأعضاء والأنسجة وغيرها لا سيما إذا قطعت جزئيا، بتر الأعضاء كالأمعاء يشمل إعادة الوصل والخياطة الداخلية أو يمكن استخدام التدبيس. الربط الجراحي بين الأوعية الدموية أو الهياكل الأنبوبية أو الجوفاء مثل حلقات من الأمعاء يسمى بالتفمم.
	الربط – قد يكون كربط الأوعية الدموية أو المسالك أو الأنابيب.
	الطعوم—قطعة من النسيج مبتورة (من الجسم نفسه أو من جسم مختلف) في بعض الحالات تكون لا تزال متصلة جزئيا بالجسم، فتُعاد خياطتها لترتيب أو إعادة تشكيل تلك المنطقة من الجسم. على الرغم من أن التطعيم كثيرا ما يستخدم في جراحات التجميل إلا أنه يستخدم في عمليات جراحية أخرى. ويمكن أن تؤخذ الطعوم من منطقة واحدة من جسم المريض ثم توضع في منطقة أخرى من الجسم. ومن الأمثلة على ذلك عمليات القلب الجراحية حيث يتم تجاوز انسداد الأوعية الدموية باستبدالها بطعوم من جزء آخر من الجسم. بدلا من ذلك، قد تكون الطعوم من أشخاص آخرين أو جثث أو من الحيوانات.
	في حالة إدخال الأطراف الصناعية تستخدم الدبابيس والمسامير لتثبيت العظام، يمكن استبدال بعض أجزاء العظام بواسطة قضبان اصطناعية أو أي جزء آخر، في بعض الحالات يدرج لوح ليحل محل المنطقة المتضررة من الجمجمة. في وقتنا الحاضرأصبح استخدام الورك الصناعي أكثر شيوعا بالإضافة إلى ذلك يمكن إدراج أجهزة تنظيم ضربات القلب أو الصمامات والعديد من أنواع الأطراف الصناعية.
	احداث ثغرة: فتحة دائمة أو شبه دائمة في الجسم.في جراحة زراعة الأعضاء، يتم إدراج العضو الممنوح (مأخوذ من جسم المتبرع) في جسم المتلقي وتوصيله بكل الأجزاء الضرورية (الأوعية الدموية، والقنوات، الخ).جراحة الاتصال المفصلي—يتم خلالها ربط العظام المتجاورة ببعضها البعض حتى تتمكن من النمو بنفس الامتداد، ومن أحد الأمثلة انصهار العمود الفقري حيث تربط الفقرات المتجاورة فتنمو كقطعة واحدة.جراحة تعديل مسار الجهاز الهضمي –تهدف إلى إنقاص الوزن.إصلاح الناسور أو الفتق أو الدُحاق.
```
الإجراءات الأخرى، تتضمن:
```

إزالة انسداد مجاري الهواء والدم أو غيرها من الأوعية.
إزالة الحصوات.
	تجفيف السوائل المتراكمة.
	ا لتنظير نقل الأنسجة الميتة، المعطوبة أو المريضة.
	فصل التوائم السيامية.
جراحات تغيير الجنس.
يمكن إعطاء الدم أو موسعات الدم لتعويض الدم المفقود أثناء الجراحة، وبمجرد انتهاء العملية تغلق الشقوق بواسطة الخيوط والغرزفور الانتهاء من إغلاق يُوقف التخدير ويعكس، وفي حال كان التخدير كامل تُزال الأنابيب وجهاز التنفس.
بعد الانتهاء من الجراحة يُنقل المريض إلى وحدة رعاية ما بعد التخدير ويُراقب عن كثب بعد التأكد من تعافي المريض من أعراض التخدير ينقل إلى جناح الجراحة أو يأذن له بالخروج إلى منزله. خلال الفترة ما بعد العملية الجراحية، يُقيم الأداء الوظيفي للمريض ونتائج العملية ويٌفحص موقع الجرح للتأكد من خلوه من علامات الإصابة بالعدوى أو الالتهابات، في حالة استخدام شيء قابل للإزالة لإغلاق الجرح فيُزال بعد 7-10 أيام بعد الجراحة، أو بعد شفاء الجرح.
في مرحلة ما بعد الجراحة يُستكمل العلاج لبعض المرضى بواسطة ا لإشعاع، العلاج الكيميائي أو بالأدوية كمضادات الرفض المستخدمة في زراعة الأعضاء. قد تُوصف دراسات أخرى أو التأهيل أثناء أو بعد فترة النقاهة.

## تاريخ الجراحة
طورت حضارتين من حضارات ما قبل التاريخ أشكالا من العمليات الجراحية، وأقدمها بناء على دليل هو النقب بحيث تفتح الجمجمة أو تحفر فيها حفرة صغيرة بهدف إزالة الغطاء عن الجافية ولذلك لعلاج الأمراض المتعلقة بالضغط داخل الجمجمة، ووجدت هذه الأدلة في رفات إنسان ما قبل التاريخ التي تعود إلى العصر الحجري الحديث وقد كشفت اللوحات على جدران الكهوف أن هذا الإجراء استمر لفترة طويلة
```
ومما يثير التعجب هو أن مرضى تلك الحقبة بالإضافة إلى المرضى في فترة ما قبل العصر الحديث قد نجو من تلك العمليات وأظهروا مؤشرات على شفاء الجمجمة، وأظهرت بعض البقايا من الشعوب التي سكنت وادي السند في فترة 3300 ما قبل الميلاد أنه قد حدثت عمليات حفر للأسنان تعود إلى 9000 سنة
```

كانت الحضارة الفرعونية في مصر القديمة من أكثر الحضارات تطويرا للتقنيات الجراحية، حيث وجدت رفات تعود إلى 2650 عاما قبل الميلاد تحوي على ثقبين في الفك السفلي بالقرب من جذر الضرس الأول مما يشير إلى نزيف ناتج عن خراج الأسنان. بالإضافة إلى ذلك أهدت إلينا تلك الحضارة أقدم النصوص الجراحية التي تعود إلى 3500 عاما قبل الميلاد، الممارسون الطبيون في تلك الحقبة كانوا من الكهنة المتخصصين في علاج الأمراض وهم من أجروا العمليات الجراحية ، كتب الفراعنة تفاصيل العمليات على أ وراق البردي وتفردوا بكونهم أول من وضع الملفات الطبية لحالات المرضى.
```
بردية إدوين سميث 
(الموجودة في أكاديمية نيويورك للطب)
 وثقت العمليات الجراحية بناء على التشريح 
وعلم وظائف الأعضاء
، على حين ذُكر في 
بردية ايبرس
 العلاج القائم على السحر.لاحقا وثق هيردويت أعمال الفراعنة قائلا:«إن ممارسة الطب متخصصة جدا عندهم، يعالج كل طبيب مرضا واحدا فقط، فالبلد مليء بالأطباء فالبعض يعالج العيون والبعض الأسنان وبعضهم يعالج أمراض البطن وغيرها من الأمراض الداخلية.». كما أسفرت اكتشافات مقابر عمال جريدة الأهرام حديثا عن وجود أدلة مومياء بالمومياوات على إجراء عملية جراحية بالمخ لعامل من العمال كان قد عاش لفترة عامين بعد إجراء العملية.
```

و كانت هناك حضارات قديمة أخرى لديها معرفة جراحية كالهند والصين واليونان.في القرن السادس قبل الميلاد، وصف ساشروتا وهو أحد أشهر جراحي الهند القديمة في كتابة أكثر من 120 أداة جراحية و300 إجراء جراحي وتصنيف لفئات الجراحة على البشر مقسما إياها إلى 8 فئات. يُعرف ساشروتا بأبو الجراحة، وقد أجرى عمليات تجميلية و عمليات السّاد(الماء الأزرق) وعمليات قيصرية، وقد كان يستخدم عصارة من الأعشاب كنوع من التخدير فقد كان جرحا في مدرسة دهانفناتري في ايورفيردا.
أما في ا ليونان القديمة، فقد انشأ معبد «اسكليبيا» المكرس للآلهة الشافية اسكليبوس، وكان هذا المعبد بمثابة مراكز للمشورة الطبية والتشخيص وتضميد الجراح. في هذه المقدسات يدخل المرضى في حالة تشبه الحلم مسببة النوم لا تختلف عن التخدير وكانوا يتلقون الإرشاد من الآلهة في الحلم أو عن طريق العمليات الجراحية، وفي معبد ابيدوروس كانت هناك ثلاث لوحات من الرخام تعود إلى 350 عاما قبل الميلاد نقشت عليها أسماء وتواريخ الحالات والأعراض وطرق شفاء حوالي 70 مريضا جاءوا إلى المعبد وهم يعانون من مشكلة قبل أنهم شفيوا منها، كان من بعض العلاجات الجراحية المذكورة استخراج الخراج من الجهاز الهضمي وإزالة مواد خارجية اخترقت الجسم، خلال تلك العمليات كان المرضى في حالة من النوم محفزة باستخدام عدد من المواد المنومة مثل الأفيون.
كان جالينوس الأغريقي من أحد أعظم جراحي العالم القديم، فقد أجرى العديد من العمليات الجريئة كجراحة المخ والعين اللتان لم تُجرى مرة أخرى إلا بعد ألفي عام، في الصين كان «هوا توه» الطبيب الصيني الشهير الذي أجرى خلال فترة هان الشرقية وعصر الممالك الثلاث عملية جراحية بمساعدة التخدير وإن كان ذلك بطريقة بدائية وغير متطورة.
في العصور الوسطى تطورت التقنيات الجراحية بصورة كبيرة في العالم الإسلامي ، وكان الطبيب والعالم الأندلسي العربي (أبو القاسم خلف بن عباس الزهراوي)" الذي كان يمارس الطب في ضاحية الزهراء في قرطبة قد كتب النصوص الطبية التي شكلت الأساس للعمليات الجراحية الأوروبية حتى عصر النهضة، وهو أيضا يعتبر في كثير من الأحيان بمثابة الأب للجراحة.
في أوروبا ارتفع الاهتمام من قبل الجامعات بدراسة الجراحة قبل ممارستها ومن الأمثلة على تلك الجامعات كانت جامعة مونبلييه وبادوا وبولونيا والتي كانت مشهورة في هذا المجال، وقد كان قاي دي كاوليك أحد أبرز الجراحين في العصور الوسطى وكان كتابه «الجراحة العظيمة» الذي كتب في عام 1363 أحد أبزر النصوص في الجراحة حتى القرن السابع عشر.
وفي القرن الخامس عشر انفصلت الجراحة عن الطب وأصبحت اقل شانً من الطب فقد تحولت لتصبح كالحرفة التقليدية المتوارثة، استمر ذلك حتى قدم«روقريوس ساليرينتانيوس» الذي ألف كتابا وضع فيه حجر الأساس للجراحة الغربية الحديثة حتى عصرنا الحالي، لاحقا في أواخر القرن التاسع عشر أصبحت تمنح شهادات البكالوريوس في الجراحة مع درجة الدكتوراة في الطب وأصبحت تعتبر الماجستير في لندن درجة أعلى من البكالوريوس في الجراحة والدكتوراه في الطب.
أما الحلاقون الجراحون فقد كانوا الأسوأ سمعة واستمر الوضع كذلك حتى اعتمدت درجة الجراحة الأكاديمية كتخصص في الطب عوضا عن تخصص غير ذا أهمية، أما المبادئ الجراحية الأساسية كالخلو من الجراثيم..الخ فقد عرفت بمبادئ «هاليستد».

## الجراحة الحديثة

هيرونيموس فبريسوس, Operationes chirurgicae, 1685

تطورت الجراحة الحديثة سريعا مع انبثاق العصر العلمي، أ مبرواز باري كان أحد الرواد في معالجة الإصابات الناتجة عن الطلقات النارية، وكان أوائل الجراحين المعاصرين أطباء في ساحات المعارك النابليونية، وكان جراحوا البحرية من الجراحين الحلاقين الذين جمعوا بين الجراحة ومهنتهم الأساسية كحلاقين.ومن أحد أهم التطورات التي أنجزها الطب الحديث هي القدرة على التحكم بالنزيف والتحكم بالالتهابات والتحكم بالألم (التخدير).
النزيف
قبل تطور الطب الحديث كان المرضى مهددون بالنزف حتى الموت قبل علاجهم أو خلال العملية ومن أحد الطرق الناجحة التي استخدمت لإغلاق الجروح كانت الكي «إغلاق الجروح بواسطة الحرارة العالية» وكانت شديدة الألم ومدمرة للأنسجة وذات نتائج سيئة على المدى الطويل.
ومن أحد الطرق الأخرى التي استخدمت لإغلاق الجروح هي الربط (التي أنشأها الرومانيون القديمون وطورها أمبرواز باري في القرن السادس عشر)وكانت يستخدم فيها مواد معينة لإغلاق جروح الأوعية الدموية بالرغم من حداثة تلك الطريقة وتفوقها على الكي إلا أنها لا تزال خطيره حتى تم التمكن من السيطرة على الالتهابات التي لم تكن مفهومة في ذلك العصر.
وفي القرن العشرين أتاحت بحوث فصائل الدم الفرصة لنقل الدم للمرضى وبالتالي التعويض عن كميات الدم المفقودة.
الألم
اكتشف التخدير حديثا على اثنين من جراحي طب الأسنان أمريكيين الجنسية وهما هوراس ويلز (1815-1848) وليام تي جي مورتون. قبل اكتشاف التخدير كانت الجراحة إجراء في غاية الألم للمرضى والحل الوحيد لتخفيف ذلك الألم هو السرعة في إجراء العملية، مما أدى إلى اقتصار العمليات على البتر وإزالة الإطراف.
وفي بداية الأربعينيات من القرن الثامن عشر، اتخذت الجراحة منحى أخر بعد أن اكتشاف المواد الكيميائية المخدرة كالايثر والكلوروفورم التي لعب دورا كبير في اكتشافها البريطاني جون سنو.
وبالإضافة إلى تخفيف معاناة المرضى فقد سمحت تلك المواد للجراحين بإجراء عملية معقدة في الأجزاء الداخلية من جسم الإنسان، وكعلاج لحالة أخرى يمر بها المرضى بعد العمليات الجراحية تم اكتشاف مرخيات العضلات ومن أهمها الكورار الذي جعل تلك العمليات أكثر أمنا وأقل ألما.
الالتهابات
مع ازدهار العمل الجراحي بعد اكتشاف التخدير ازدادت أعداد المرضى المصابين بالتهابات ما بعد الجراحة، ومما زاد الأمر سوءا هو أن مفهوم الالتهاب لم يكن مفهوما حتى فترة حديثه نسبيا. وجاء التقدم الأول في مكافحة الالتهاب في عام 1847 من قبل الطبيب الهنغاري اقناز سيميلفايز، الذي لاحظ أن طلاب الطب الخارجين من غرف التشريح أدوا إلى ازدياد عدد الوفيات بين الأمهات حديثي الولادة مقارنة بعدد الوفيات بإشراف القابلات، بعد ذلك فرض سيميلفايز على جميع من يدخل إلى جناح الأمهات حديثات الولادة أن يغسل ويعقم يديه مما أدى إلى انخفاض عدد الوفيات، لكن الجمعية الملكية في المملكة المتحدة رفضت نصيحته. جاء التقدم الكبير بعد ذلك، في أعقاب أعمال لويس باستور وتقدمه في علم الأحياء المجهرية، حين كان الجراح البريطاني جوزيف ليستر قد بدأ بتجريب استخدام الفينول أثناء العملية الجراحية لمنع حدوث الالتهابات وبالفعل كان ليستر قادر على خفض معدلات الإصابة بالالتهابات بشكل كبير وقد ساعد على هذه استمرار تلك المعدلات بالانخفاض التقنيات التي استحدثها روبرت كوخ كالتعقيم بالبخار الذي اثبت فعاليته أكثر من التعقيم بواسطة رذاذ الحمض الكاربوليكي المستخدم مسبقا من قبل ليستر لتعقيم الأدوات. لاحقا أصبح غسل اليدين وارتداء القفازات من مسلمات التعقيم في غرف العمليات. نشر ليستر أعماله على هيئة مقالات متسلسلة في مجلة لانسيت (آذار / مارس 1867) تحت عنوان «مبادئ التعقيم للممارسات الجراحية»، كانت مقالته بمثابة حجر الأساس للقدرة على التحكم بالالتهابات في العصر الحديث التي استخدمت لاحقا لمدة 50 عاما في المسارح الجراحية، وكرس ليستر نفسه لاتخاذ خطوات واسعة في مجال التعقيم طوال حياته.

## الأمراض الممكن علاجها جراحياً
- إالإصابات التي تستدعي تدخلا جراحيا
- استئصال أورام

### علاج السرطانات والعمليات الدقيقة
تستعمل ملاقط الليزر في العمليات التي تهدف للقضاء على خلايا سرطانية، أو دراستها، أيضاً تفيد في العمليات التي تحتاج إلى دقة متناهية كالعمليات في العين، والدماغ.
التخصصات الجراحية والتخصصات الفرعية
• الجراحة العامة
• جراحة القلب
• جراحة القولون والمستقيم
• جراحة الأطفال
• جراحة التجميل
• جراحة الأوعية الدموية
• جراحة الزراعة
• جراحة الحوادث
• جراحة الثدي
• جراحة الأورام
• جراحة الغدد الصماء
• جراحة الجلد
• جراحة أمراض النساء
• جراحة الفم والوجه والفكين
• جراحة العظام
• [http://جراحة%20العيون جراحة العيون
• جراحة الأقدام
• جراحة المسالك البولية
بعض التخصصات الأخرى تنطوي على بعض صور التدخل الجراحي خصوصا أمراض النساء، أيضا بعض الناس ينظر إلى طرق العلاج الغازية أو التشخيص كقسطرة القلب والتنظير ووضع أنابيب الصدر أو وضع الخطوط المركزية كإجراء جراحي. ولكن معظم المجال الطبي لا يشاطر هذا الرأي.

## مبادئ هاليستد
مبادئ هاليستد Halsted's principles (التي تُعرف أيضًا باسم مذاهب هاليستد في المجتمع الطبي)، هي المبادئ الأساسية للطريقة الجراحية المتعلقة بالتعامل مع الأنسجة، وانسداد الأوعية الدموية وما إلى ذلك، وإذا تم اتباعها فإنها تحسن من فرص النجاح الجراحي للأنسجة.
وقد تم تقديم هذه النقاط الرئيسة بواسطة وليام ستيوارت هاليستد (William Stewart Halsted).
- التعامل الرقيق مع الأنسجة.
- طريقة معقمة  صارمة أثناء التحضير والجراحة.
- تشريح حاد للأنسجة.
- وقف النزف  بحذر لتحسين الظروف الملائمة للعملية الجراحية وتقليل العدوى وهواء الحيز الراكد.
- إزالة هواء الحيز الراكد وإزالة المواد بشكل كافٍ.
- تجنب التوتر

## وصلات خارجية
- جراحة على مشروع الدليل المفتوح
- Dr. Cynara Coomer Prepares You for Surgery: Ask the Right Questions نسخة محفوظة 29 أغسطس 2010 على موقع واي باك مشين.